# Aşk ve Ceza
Aşk ve Ceza (littéralement Amour et Punition) est une série télévisée dramatique turque en 62 épisodes de 90 minutes diffusée du 5 janvier 2010 au 27 juin 2011 sur la chaîne de télévision généraliste ATV.
Cette série est inédite dans tous les pays francophones.

## Distribution
- Nurgül Yeşilçay : Yasemin
- Murat Yıldırım : Savaş
- Feride Çetin (tr) : Çiçek
- Tomris İncer (tr) : Şahnur